# Igoor, Davanagere
Igoor là một làng thuộc tehsil Davanagere, huyện Davanagere, bang Karnataka, Ấn Độ.